# Esquirol llistat de Leconte
L'esquirol llistat de Leconte (Funisciurus lemniscatus) és una espècie de rosegador de la família dels esciúrids. Viu al Camerun, el Congo, la República Democràtica del Congo, Guinea Equatorial i el Gabon. El seu hàbitat natural són els boscos de plana. Es creu que no hi ha cap amenaça significativa per a la supervivència d'aquesta espècie, encara que algunes poblacions estan afectades per la destrucció del seu entorn.